# Keyontae Johnson
Pour les articles homonymes, voir Johnson.
Marrecus Keyontae Johnson, né le  24 mai 2000 à Norfolk en Virginie, est un joueur américain de basket-ball évoluant au poste d'ailier.

## Biographie

### Carrière universitaire
Entre 2018 et 2022, il joue pour les Gators de la Floride à l'université de Floride.
Entre 2022 et 2023, il joue pour les Wildcats de Kansas State à l'université d'État du Kansas.

### Carrière professionnelle

#### Thunder d'Oklahoma City (2023-2024)
Le 22 juin 2023, il est choisi en 50e position par le Thunder d'Oklahoma City lors de la draft 2023 de la NBA.
Début juillet 2023, il signe un contrat two-way avec le Thunder.

## Palmarès et distinctions individuelles

### Professionnel
- Champion de NBA G League avec le Blue d'Oklahoma City en 2024

### Universitaires
- Third-team All-American – AP, NABC en 2023
- Big 12 Newcomer de l'année en 2023
- First-team All-Big 12 en 2023
- Big 12 All-Newcomer Team en 2023
- First-team All-SEC en 2020

## Statistiques

### Universitaires
| Saison    | Équipe       | Matchs | Titul. | Min./m | % Tir | % 3pts | % LF | Rbds/m. | Pass/m. | Int/m. | Ctr/m. | Pts/m. |
| --------- | ------------ | ------ | ------ | ------ | ----- | ------ | ---- | ------- | ------- | ------ | ------ | ------ |
| 2018-2019 | Floride      | 36     | 20     | 23,8   | 47,0  | 36,5   | 64,3 | 6,36    | 1,25    | 1,06   | 0,33   | 8,06   |
| 2019-2020 | Floride      | 31     | 31     | 31,3   | 54,4  | 38,0   | 76,8 | 7,13    | 1,58    | 1,23   | 0,32   | 14,03  |
| 2020-2021 | Floride      | 4      | 4      | 20,0   | 64,1  | 42,9   | 78,6 | 4,50    | 1,25    | 1,00   | 0,00   | 16,00  |
| 2021-2022 | Floride      | 1      | 1      | 0,0    | 0,0   | 0,0    | 0,0  | 0,00    | 0,00    | 0,00   | 0,00   | 0,00   |
| 2022-2023 | Kansas State | 36     | 36     | 34,1   | 51,6  | 40,5   | 71,5 | 6,81    | 2,14    | 1,03   | 0,19   | 17,42  |
| Carrière  | Carrière     | 108    | 92     | 29,0   | 51,9  | 38,9   | 71,8 | 6,60    | 1,63    | 1,08   | 0,27   | 13,11  |